# 遠距離早期警戒線

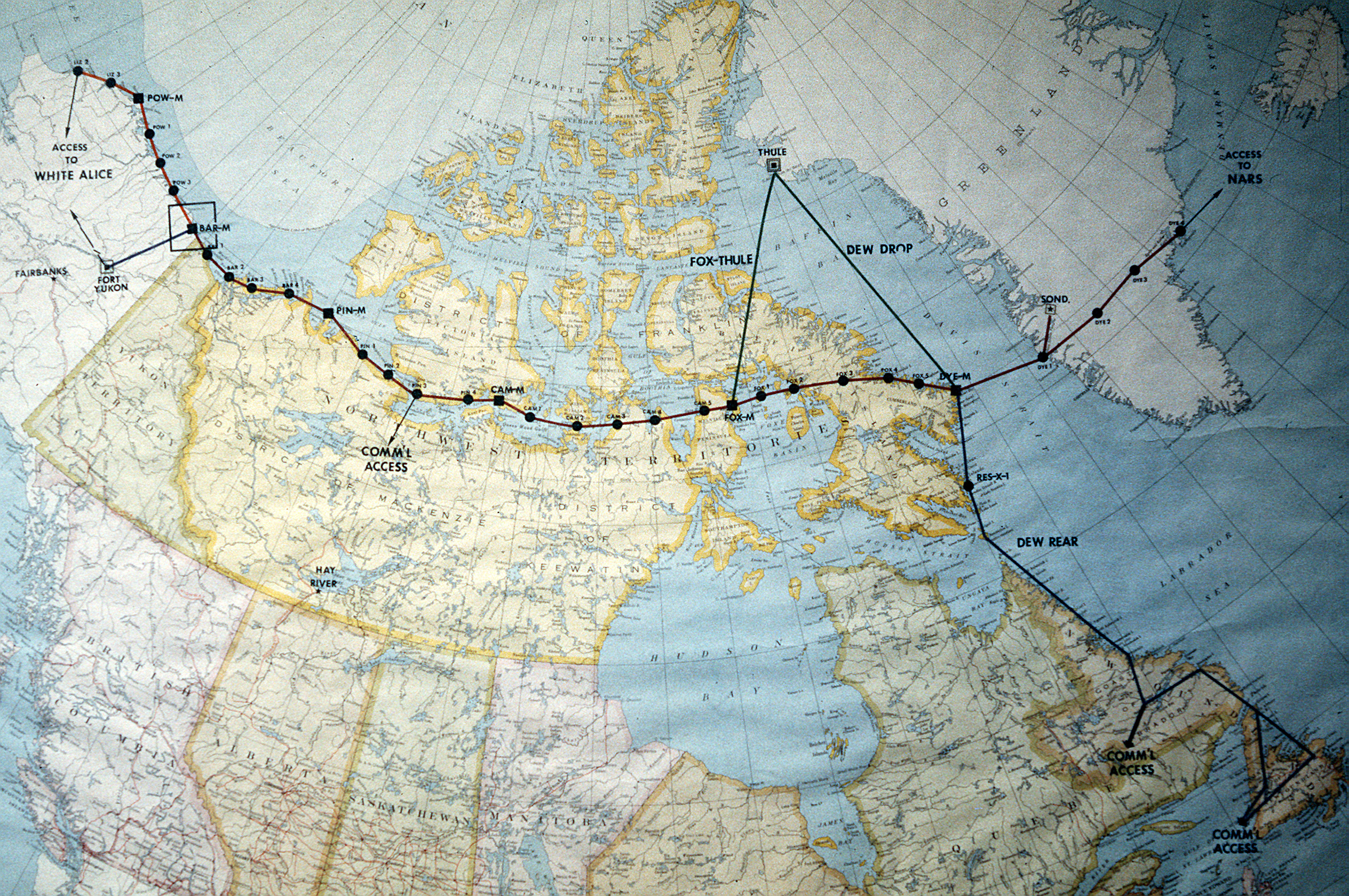
遠距離早期警戒線

遠距離早期警戒線（えんきょりそうきけいかいせん Distant Early Warning Line,DEWライン）は、アメリカ大陸北岸の北極圏に設置されたレーダー網のこと。冷戦期にソ連の爆撃機からアメリカ本土を防衛することを目的とした。

## 概要
1950年代初期までにカナダ南部（パインツリー線）およびカナダ中部（中部カナダ線）にレーダー警戒網が構築されていたが、ソ連の技術力の向上に伴い、より早期の目標捕捉が必要と判断された。ソ連-アメリカの最短コースは北極を通るものであるので北極圏にレーダー網を構築することとなり、1954年から建設が開始された。レーダー網はほぼ北緯69度に沿う延長1万キロのものである。運用は主としてカナダ空軍が行い、一部はアメリカ空軍が担当しているものもあった。レーダー基地は63箇所に設置された。無人の基地のほか、数名の整備要員のみが常駐する基地、補給・休養拠点を兼ねる大型基地などで構成されていた。
DEWラインは弾道ミサイルには対応していなかったために、大陸間弾道ミサイルの実用化とともに急速にその価値を失っていった。ただし一部縮小は行われたものの、冷戦期は警戒のためにその機能は維持された。1985年からはレーダー基地の統廃合が行われ、基地数が大幅に削減された。冷戦終結後の1990年にはアメリカ軍は運用から撤退し、カナダ軍が行うようになった。
1990年代に入り廃棄されたレーダー基地の電子部品に用いられているポリ塩化ビフェニルが環境問題として取り上げられた。これらの部品は、廃棄された基地に放棄されたままとなっているためである。1996年よりアメリカ合衆国とカナダが3億ドルの費用を供出し、ポリ塩化ビフェニールが使用された機器の回収作業を開始している。